# Авакян, Аделаида Овсеповна
Аделаида Овсеповна Авакян (арм. Ադելաիդա Հովսեփի Ավագյան; 6 апреля 1924, Эривань, Армянская ССР, СССР — 12 мая 2000, Уильямсберг, Виргиния, США) — советский и армянский медик. Ученая в области гигиены, профессор. В 1969—1994 годах заведующая кафедрой нутрициологии в Институте питания науки и профессиональной профилактики заболеваний в Ереване, Армения. Является автором более 100 научных статей.

## Ранние годы и образование
Аделаида Авагян родилась в Ереване, Армения, в семье Овсепа Авагяна, специалиста по сельскому хозяйству, и его жены Мариануш — учительницы. Аделаида была старшей из четырех братьев и сестер. Мать уделяла много внимания образованию дочери и поощряла изучение нескольких языков и наук. Все четверо детей были знакомы с музыкальными инструментами и литературой. Аделаида Авакян окончила среднюю школу Хачатур Абовян в 1941 году. Затем она поступила в Ереванский государственный медицинский университет. В 1946 году окончила его с отличием и получила профессиональную степень доктора медицинской практики.

## Карьера и исследования
Для исследований Аделаида выбрала гигиену. Вскоре переехала в Москву и поступила в аспирантуру Института гигиены питания. В 1956 году защитила свою первую диссертацию и стала одной из первых докторов наук в Армении, получивших докторскую подготовку в Москве.
Авакян была выбрана для поездки в Индонезию в качестве медицинского представителя, руководствуясь задачей реорганизации системы здравоохранения в этой стране, однако отклонила предложения и вернулась в Армянскую ССР, где заняла должность директора лаборатории гигиены питания в Ереване.
Возглавляя кафедру, Авакян также защитила докторскую диссертацию в 1976 году, которая стала результатом 20 лет исследований в области биомедицины. На протяжении своей медицинской исследовательской карьеры она работала консультантом для молодых ученых и их исследовательских проектов, одновременно написав и опубликовав более 100 научных статей в нескольких международных научных журналах.
Аделаида Овсеповна также занималась просветительской деятельностью, она дала многочисленные интервью в общественных радио и телепрограммах, рассказывая широкой общественности об опасностях недоедания и профилактике ботулизма при домашнем консервировании.

## Личная жизнь
Авакян вышла замуж за Артавазда Дзвакеряна, инженера-строителя в 1962 году. У них родилась дочь Анна в 1963 году, которая позже эмигрировала в США. В 1998 году Авакян присоединилась к своей дочери и ее семье в Соединенных Штатах. В 2000 году у нее был диагностирован рак, и через три месяца она умерла. Авакян была похоронена в мемориальном парке Уильямсберг в Уильямсберге (Виргиния) США.

## Избранные работы
- 1955 — Гигиеническая оценка термической обработки мясных продуктов путем получения реакции на фосфатазу[4].
- 1959 — Разработка метода определения жизнеспособности микроорганизмов в мясных консервах с использованием ферментативных реакций[4].
- 1961 — Гигиеническая оценка мясных продуктов после термической обработки с помощью фосфатазной реакции[4].
- 1968 — Флуоресцентные антитела при диагностике пищевого отравления[4].
- 1968 — Обнаружение C. botulinum в сырьевых материалах[4].
- 1968 — 2, 3, 5-трифенилтетразолиевый хлорид (ТТК) как показатель гигиенической оценки сырых, полуфабрикатов и приготавливаемых мясных и рыбных продуктов[4].
- 1969 — Санитарно-бактериологическая оценка сырых, полуфабрикатов и готовых к употреблению мясных и рыбных продуктов, с помощью теста на резазурин[4].
- 1970 — Экспресс-методы санитарно-бактериологической оценки пищевых продуктов[4].
- 1973 — Обнаружение вторичного бактериального загрязнения мясных котлет с помощью теста на наличие кислотной фосфатазы[4].
- 1978 — Влияние селена на ферментативную трансформацию сетчатки и усвоение витамина А[4].
- 1988 — Новый метод диагностики в дакриологии[4].